# Resolución 43 del Consejo de Seguridad de las Naciones Unidas
La Resolución 43 del Consejo de Seguridad de las Naciones Unidas, adoptada por unanimidad el 1 de abril de 1948, señala el aumento de la violencia y los desórdenes en Palestina, e insta a la Agencia Judía para Palestina y al Alto Comité Árabe a que pongan representantes a disposición del Consejo de Seguridad para organizar y hacer cumplir una tregua. La Resolución también hace un llamado a los grupos armados árabes y judíos para que cesen inmediatamente los actos de violencia.